# Клинијево затворење
У математичкој логици и рачунарству, Клинијево затворење (или Клинијева звезда) је унарна операција, на скуповима ниски или на скуповима симбола или карактера. Примена Клинијевог затворења на скуп V се записује као V*. Овај оператор је у широкој употреби у регуларним изразима, што је и контекст у коме га је увео Стивен Клини да карактерише одређене аутомате.
1. Ако је V скуп ниски, онда се V* дефинише као најмањи надскуп од V, који садржи ε (празну ниску) и затворен је у односу на конкатенацију ниски. Овај скуп се такође може описати као скуп ниски које се могу добити дописивањем нула или више ниски из V.
2. Ако је V скуп симбола или карактера, онда је V* скуп свих ниски над симболима V, укључујући и празну ниску.

## Дефиниција и нотација
Дат је скуп
{\displaystyle V_{0}=\{\epsilon \}\,}
рекурзивно дефинишемо скуп
{\displaystyle V_{i+1}=\{wv:w\in V_{i}{\mbox{, }}v\in V\}\,} где {\displaystyle i\geq 0\,.}
Ако је {\displaystyle V} формални језик, онда {\displaystyle i}-ти степен скупа {\displaystyle V} представља конкатенацију скупа {\displaystyle V} са самим собом {\displaystyle i} пута. То јест, {\displaystyle V_{i}} се може разумети као скуп свих ниски дужине {\displaystyle i}, добијених од симбола из {\displaystyle V}. 
Дефиниција Клинијеве звезде над {\displaystyle V} је
{\displaystyle V^{*}=\bigcup _{i=0}^{\infty }V_{i}=\left\{\epsilon \right\}\cup V_{1}\cup V_{2}\cup V_{3}\cup \ldots }
То јест, то је колекција свих могућих ниски коначне дужине, генерисаних од симбола из {\displaystyle V}.
У неким истраживањима формалних језика, користи се варијације операције Клинијеве звезде, операција Клинијев плус. Клинијев плус искључује {\displaystyle V_{0}} из горње уније. Другим речима, Клинијев плус над {\displaystyle V} је
{\displaystyle V^{+}=\bigcup _{i=1}^{\infty }V_{i}=V_{1}\cup V_{2}\cup V_{3}\cup \ldots }

## Примери
Пример Клинијевог затворења скупа ниски:
Пример Клинијевог затворења скупа карактера:

## Уопштење
Клинијева звезда се често генерализује за било који моноид , то јест, скуп M и бинарну операцију {\displaystyle \circ } над M, такву да важи
- (затворење) {\displaystyle \forall a,b\in M:~a\circ b\in M}
- (асоцијативност) {\displaystyle \forall a,b,c\in M:~(a\circ b)\circ c=a\circ (b\circ c)}
- (неутрал) {\displaystyle \exists e\in M:~\forall a\in M:~a\circ e=e\circ a=a}